# Мајк Науменко
Мајк Науменко (рус. Майк Нау́менко, право име Михаил Васиљевич Науменко, рус. Михаи́л Васи́льевич Нау́менко; рођен 18. априла 1955. у Лењинграду, преминуо 27. августа 1991. у Лењинграду) је био познати руски рок музичар, вођа групе „Зоопарк“.

## Биографија
Науменко је 1969. године ступио у Комсомол, али је одатле избачен 1972. године. Године 1978. Науменко је, скупа са вођом састава „Акваријум“, Борисом Гребеншчиковим, снимио албум „Все братья — сёстры“. Године 1980. је основао групу „Зоопарк“.
Преминуо је 27. августа 1991. године.

## Дискографија

### Зоопарк
- 1981 —
- 1983 —
- 1984 —
- 1987 —
- 1989 —
- 1991 —
- 1996 —
- 1999 —
- 2000 —

### Соло
- 1980 —
- 1982 —
- 1985 —

### Албуми посвећени Науменку
- 2002 —
- 2005 —